# Scleria bambariensis
Scleria bambariensis är en halvgräsart som beskrevs av Henri Chermezon. Scleria bambariensis ingår i släktet Scleria och familjen halvgräs. Inga underarter finns listade i Catalogue of Life.